# 黄淮
黃淮（1367年—1449年），字宗豫，号介庵，江浙等處行中書省溫州路永嘉縣（今浙江溫州）人，明朝政治人物、大学士、進士。

## 生平

### 洪武年间
洪武二十八年（1395年），黃淮应薦入南京國子監。洪武二十九年（1396年），應天府乡试中舉人，次年登進士春榜二甲第五名，授官中书舍人。

### 永乐年间
靖难之役后，明成祖即位，黃淮召對稱旨，被命与解縉常在左右询政，有时至深夜，朱棣入寢，仍然赐坐到榻前对话商谈机要。同年八月，黃淮与解缙、杨士奇、胡广、金幼孜、杨荣、胡俨共七人先后进入文渊阁，黄淮改为翰林編修，之后升为侍讀，专掌制敕。同年，其与解缙等奉敕撰《列女传》；另奉敕与杨士奇编撰《历代名臣奏议》。
当时朝议立太子事，黄淮請立嫡长子朱高炽。储君确立后，黃淮晋升为左庶子兼侍讀。永乐五年（1407年），解縉被罢免，黃淮進右春坊大學士，次年與胡廣、金幼孜、楊榮、楊士奇共同辅导皇长孙朱瞻基。永乐七年，明成祖北巡，命黄淮与蹇義、金忠、楊士奇等人辅助皇太子监国。监国期间，长沙妖人李发良造反，朱高炽命丰城侯李彬讨伐，当时汉王朱高煦忌太子有功，诡言李彬不可用。黄淮则称其为老将，必能平叛。结果叛乱果然平定。之后，明朝迁都北京，有官员请求“南人官北地不即归附者，当编戍”，黄淮坚决反对，主张“恐示人不广”。其意见得到明成祖赞同。此外，漠北元主本雅失里部属阿鲁台归款，请统一属吐蕃诸部并要求明廷刻金作誓词，使得诸酋长得以结盟。朝廷官员均认为可以，唯独黄淮则称：“他们势力分开则易于管制，统一的话则很难做到了。”朱棣因此赞许道：“黃淮論事，如立高岡，無遠不見。”
永乐十一年，朱棣再北巡，仍命黄淮留守。次年，朱棣北征瓦剌，因为太子朱高炽遣使迎接稍迟，加上汉王朱高煦向朱棣譖言，东宫官屬均因此下詔獄，黃淮、楊溥、金問均因此下狱十年。黃淮在狱中撰寫出文集《省愆集》两卷。

### 洪熙、宣德、正统年间
朱棣（1424年七月十八日）死后，朱高熾（八月十五日）即位，为明仁宗。八月十六日黄淮出狱，七任通政使司通政使兼武英殿大學士，與楊榮、金幼孜、楊士奇同掌內制。之后因母丧丁憂乞归制，不得批准，敕命允其“乘驿传回温奔丧，即返京任职”。次（1425）年正月初五日，朱高炽手谕晋升黄淮为荣禄大夫少保户部尚书，兼武英殿大學士。仁宗（1425年五月十二日）驾崩时，太子朱瞻基仍在南京。汉王朱高煦此时叛变蓄谋已久，当时朝廷内外均议论纷纷，黄淮此时忧虑以致呕血。宣德元（1426）年，即位的明宣宗亲征其叔父朱高煦叛变，命黄淮等留守。次年，黄淮因病请归，得到批准。黄淮父亲黄性年有九十，黄淮奉養甚勤。黄性于1431年享年九十三岁逝世，明宣宗敕谕礼部按一品礼祭葬。因此，黄淮从温州跋涉三千里地赴北京谢恩，被宣宗赐留过年，宣德八年（1433）年被命主持癸丑科会试主考官。当其归乡前，明宣宗在太液池设宴款待，并写長歌送别，并说：“明年我生日的时候，您再来。”次（1434）年，黄淮于二月初七抵京入贺宣宗三十六岁（二月初九）万圣节，并逗留至九月初九重阳节后才乘驿返回温州。明英宗（1435年）即位后，黄淮再次入朝进香，五月初四（即黄淮生日）启程返温州。黄淮晚年居住於茶山南柳寿征庵达二十来年。正统十四年六月初三日，去世。諡文簡、赠太保。赐葬南柳黄府山。黃淮的子孫多窮困，竟典賣祖墳的神道碑。

## 著作
黄淮学识深厚，其主要的文集被后人收录为《黄文简公介庵集》十一卷。其中包括《退直稿》、《入觐稿》、《省愆集》等，《省愆集》亦收录于清朝《四库全书》中。此外，永乐元年，其与解缙等奉敕撰《古今列女传》、《文献大成》、《历代名臣奏议》。永乐九年，奉命重修《明太祖实录》。宣德元年，奉明宣宗朱瞻基敕，担任总编纂修《明太宗实录》、《明仁宗实录》。正统年间，曾主编《温州府志》。

### 引用
1. ↑  《明史》（卷147）：“黃淮，字宗豫，永嘉人。父性，方國珍據溫州，遁跡避偽命。淮舉洪武末進士，授中書舍人。”
2. ↑  《明史》（卷147）：“成祖即位，召對稱旨，命與解縉常立御榻左，備顧問。或至夜分，帝就寢，猶賜坐榻前語，機密重務悉預聞。”
3. ↑  《明史》（卷147）：“既而與縉等六人並直文淵閣，改翰林編修，進侍讀。議立太子，淮請立嫡以長。太子立，遷左庶子兼侍讀。”
4. ↑  《明史》（卷147）：“淮性明果，達於治體。永樂中，長沙妖人李法良反。仁宗方監國，命豐城侯李彬討之。漢王忌太子有功，詭言彬不可用。淮曰：「彬，老將，必能滅賊，願急遣。」彬卒擒法良。”
5. ↑  《明史》（卷147）：“又時有告黨逆者。淮言於帝曰：「洪武末年已有敕禁，不宜復理。」吏部追論「靖難」兵起時，南人官北地不即歸附者，當編戍。淮曰：「如是，恐示人不廣。」帝皆從之。阿魯台歸款，請得役屬吐蕃諸部。求朝廷刻金作誓詞，磨其金酒中，飲諸酋長以盟。眾議欲許之。淮曰：「彼勢分則易制，一則難圖矣。」帝顧左右曰：「黃淮論事，如立高岡，無遠不見。」”
6. ↑  《明史》（卷147）：“永樂五年，解縉黜，淮進右春坊大學士。明年與胡廣、金幼孜、楊榮、楊士奇同輔導太孫。七年，帝北巡，命淮及蹇義、金忠、楊士奇輔皇太子監國。十一年，再北巡，仍留守。明年，帝征瓦剌還，太子遣使迎稍緩，帝重入高煦譖，悉征東宮官屬下詔獄，淮及楊溥、金問皆坐系十年。”
7. ↑  《四库全书总目》：“此集乃其系狱时所作，故以“省愆”为名。（黄淮）当患难幽忧之日，而和平温厚无所怨尤，可谓不失风人之旨。”
8. ↑  《明史》（卷147）：“仁宗即位，復官。尋擢為通政使，兼武英殿大學士，與楊榮、金幼孜、楊士奇同掌內製〔制〕。丁母憂，乞終制。不許。明年，進少保、戶部尚書，兼大學士如故。仁宗崩，太子在南京。漢王久蓄異志，中外疑懼，淮憂危嘔血。宣德元年，帝親征樂安，命淮居守。”
9. ↑  《明史》（卷147）：“明年以疾乞休，許之。父性年九十，奉養甚歡。及性卒，賜葬祭，淮詣闕謝。值燈時，賜游西苑，詔乘肩輿登萬歲山。命主會試，比辭歸，餞之太液池，帝為長歌送之，且曰：「朕生日，卿其復來。」明年入賀。英宗立，再入朝。正統十四年六月卒。年八十三，諡文簡。”
10. ↑  徐咸：《西園雜記》